# ایروین کاردونا
ایروین کاردونا (انگلیسی: Irvin Cardona؛ زادهٔ ۸ اوت ۱۹۹۷) بازیکن فوتبال اهل فرانسه است.
از باشگاه‌هایی که در آن بازی کرده‌است می‌توان به باشگاه فوتبال سرکل بروژ و باشگاه فوتبال موناکو اشاره کرد.
وی همچنین در تیم‌های ملی فوتبال زیر ۱۸ سال فرانسه و زیر ۲۰ سال فرانسه بازی کرده‌است.